# Lenta.ru
Lenta.ru (en rus: Лента.Ру) és un popular diari digital de la Federació Russa, fundat el 1999 pel periodista Anton Nóssik i propietat del grup Rambler. Segons un estudi del 2010, era el mitjà més citat pels bloguers russòfons. Segons l'analítica d'Alexa, el maig de 2020 ocupava la 27ena posició en el ranking de llocs web més visitats a Rússia.
En un inici, Lenta.ru era una plataforma que compilava notícies d'agències russes com RIA Novosti, Interfax, ITAR TASS, però també d'AP, la BBC o Reuters, de manera que el lector rus va accedir novedosament a un actualització de notícies en temps real en la seva llengua. Segons el seu creador, Lenta.ru va tenir un ràpid creixement d'audiència gràcies als buits informatius que deixaven els mitjans tradicionals a finals de la dècada del 1990, especialment sobre la Segona Guerra de Txetxènia. En el context de les polítiques del Kremlin per a restringir la llibertat d'informació a internet, l'any 2014 Lenta.ru va rebre una advertència del Roskomnadzor per publicat una entrevista a Andrei Tarasenko, un dels líders de la formació ultradretana ucraïnesa Pravi Sèktor, i la propietat del mitjà va acomiadar la redactora en cap Galina Tímtxenko.